# Гурковский, Алексей Павлович
Алексей Павлович Гурковский (1850—1909) — генерал-лейтенант, герой русско-турецкой войны 1877—1878 годов, московский комендант.
Родился 18 марта 1850 года. Образование получил в Киевской военной гимназии, после чего 11 августа 1868 года поступил в Александровское военное училище. Выпущен 27 июля 1870 года прапорщиком в армейскую пехоту. Служил в 125-м пехотном Курском полку.
25 июня 1873 года произведён в подпоручики, 14 июля 1876 года — в поручики и 11 марта 1877 года — в штабс-капитаны.
Будучи командиром 3-й стрелковой роты Курского полка Гурковский принял участие в русско-турецкой войне 1877—1878 годов. 5 октября 1877 года он был награждён орденом св. Георгия 4-й степени
В воздаяние за отличие в деле с Турками под Плевною, 18 Июля 1877 года, где с 3-ю стрелковою ротою в различные моменты боя бросался в штыки на превосходного числом неприятеля и опрокидывал его.
В этом сражении он был контужен.
28 февраля 1878 года Гурковский за боевые отличия был произведён в капитаны (со старшинством от 18 июля 1877 года). 21 февраля 1881 года он был переименован в штабс-капитаны гвардии и зачислен в лейб-гвардии Измайловский полк. 13 апреля 1886 года произведён в капитаны гвардии.
Произведённый 21 апреля 1891 года в полковники, Гурковский некоторое время спустя был назначен командиром батальона в Измайловском полку.
29 июня 1900 года он был произведён в генерал-майоры и назначен состоять в распоряжении великого князя Сергея Александровича. 10 марта 1904 года он был назначен исправляющим должность коменданта Москвы, 6 декабря 1906 года произведён в генерал-лейтенанты и 22 февраля 1907 года утверждён в занимаемой должности.
Скончался 10 января 1909 года в Москве.
Среди прочих наград Гурковский имел ордена:
- Орден Святого Станислава 2-й степени (1885 год)
- Орден Святой Анны 2-й степени (1888 год)
- Орден Святого Владимира 4-й степени (1891 год)
- Орден Святого Владимира 3-й степени (1895 год)
- Орден Святого Станислава 1-й степени (1903 год)
- Орден Святой Анны 1-й степени (1906 год)

Его брат Александр был генерал-майором и служил в артиллерии.